# Encyclia adenocarpa
Encyclia adenocarpa es una especie de plantas de la familia Orchidaceae. 

## Descripción
Es una orquídea que prefiere el clima cálido, con hábitos de epifita con  pseudobulbos cónicos ovados  y con de 2 a 3 hojas lineales  en forma de cintas plegadas, que poco a poco se estrechan en la base. Florece en una inflorescencia terminal, simple o ramosa, de 25 cm a 1 m de largo, con 4 y 40 flores fragantes que aparecen muy por encima de las hojas.

## Distribución  y hábitat
Se encuentra en la mayor parte de la costa del Pacífico de México hacia el sur por Nicaragua en las colinas secas, flujos de lava, bosques espinosos tropicales o bosques de hoja caduca, incluso entre los cactus en las elevaciones desde el nivel del mar a 1200 metros. 

## Taxonomía
Encyclia adenocarpa fue descrita por (Lex.) Schltr. y publicado en Orchideen 201. 1914.
Etimología
Ver: Encyclia
Sinonimia
- Encyclia adenocarpon (La Llave & Lex.) Schltr.
- Encyclia papillosa (Bateman ex Lindl.) Aguirre-Olav.
- Epidendrum adenocarpon Lex.
- Epidendrum adenocarpon var. rosei Ames, F.T.Hubb. & C.Schweinf.
- Epidendrum crispatum Knowles & Westc.
- Epidendrum papillosum Bateman ex Lindl.[3][4]